# Sanjeev Abhyankar
Pandit Sanjeev Abhyankar es un cantante de música clásica indostánica del Gharana Mewati indio. 
Ganó el Premio Nacional de Cine como el Mejor Cantante Masculino de reproducción o playback en 1999, por su canción titulada, Suno Re Bhaila de la película "Madrina" en lengua Hindi.

## Biografía
Sanjeev Abhyankar nació en Pune, India, el 15 de octubre de 1969, hijo del Doctor, Shobha Abyankar.
Su carrera musical comenzó cuando aprendió la técnica de la música clásica indostánica, cuando contaba unos ocho años de edad, preparado por su madre, y su gurú conocido como Pandit Pimpalkhare y más adelante como Padma Vibhushan Pandit Jasraj. Aunque su objetivo era seguir una carrera musical desde la infancia, que ha adquirido una Licenciatura en Comercio.

## Carrera
Sanjeev Abhyankar rindió su puesta en escena por primera vez en Mumbai, en la edad de 13 años en 1983. Desde entonces, ha viajado extensamente por todo el país, realizando conferencias en los círculos artísticos de todo el mundo, la difusión de la fragancia de la música clásica de la India crusó fronteras como los Estados Unidos de América, Canadá, Australia, Europa, África y Oriente Medio.
Él tiene varios álbumes con empresas discográficas que ha firmado contratos como HMV, Music Today, Sony Music, Times Music, Navaras Records U.K., Neelam Audio Video U.S.A., Sona Rupa U.K., BMG Cressendo, Ninaad Music, Fountain Music & Alurkar Music. También ha praticipado en películas para playback como en Maachis, Nidaan, Sanshodhan, Dil Pe Mat Le Yaar y Benaras.